# Stazione di Metaponto
Stazione di Metaponto vasútállomás Olaszországban, Basilicata régióban, Metapontum településen. Az állomás 1869-ben nyílt meg.

## Vasútvonalak
Az állomást az alábbi vasútvonalak érintik:
- Salerno–Potenza-vasútvonal
- Jonica-vasútvonal

## Kapcsolódó állomások
A vasútállomáshoz az alábbi állomások vannak a legközelebb:
- Stazione di Bernalda
- Stazione di Ginosa
- Stazione di Scanzano Jonico-Montalbano Jonico